# Lluís Danés
Lluís Danés i Roca (Arenys de Mar, 1972) es un director de cine, guionista y director artístico español.

## Biografía
Estudió escultura en la  Escuela de Artes y Oficios de Barcelona y comenzó su carrera como  escenógrafo. Desde entonces ha cultivado diversas disciplinas, como el cine, video, el teatro y el circo. Explotando sus capacidades de realizador y escenógrafo ha creado diversos espectáculos para ceremonias y galas donde destaca el aspecto visual utilizando desde sencillas técnicas escenográficas a complejos recursos tecnológicos y audiovisuales.
Su debut como director de cine fue con Llach, la revolta permanent, que se estrenó en la 54 ª edición del Festival Internacional de Cine de San Sebastián y en las salas en marzo de 2007. Antes (2005) había realizado el documental Llach en París y, posteriormente, realizó Llach en Verges (2008) que documenta la despedida del cantante de la escena. Mantiene una buena relación artística con Lluís Llach como lo demuestra su participación, cantando en directo, en el espectáculo Tranuites Circus que se presentó en el Teatro Nacional de Cataluña (2007).
El 2008 Amnistía Internacional le encargó la campaña para conmemorar los 60 años de la Declaración Universal de los Derechos Humanos. Dirigió y realizó treinta anuncios publicitarios con músicos y artistas internacionales como Peter Gabriel, The Edge de U2, Michael Stipe de REM, The Nationals, Cat Power y Tom Baxter entre otros. Y, posteriormente, para la Agencia Española de Cooperación Internacional para el Desarrollo hizo un corto documental con la colaboración de más de 30 artistas latinoamericanos como Sara Baras, Pablo Carbonell, Fernando Tejero, Pedro Guerra, Víctor Manuel, Ana Belén y el Gran Wyoming, entre otros.
En diciembre de 2009 estrenó  Llits (Camas, en catalán) en el Teatro Nacional de Cataluña, un espectáculo de teatro visual y circo protagonizado por los cantantes Albert Pla y Lídia Pujol con música de Lluís Llach y Borja Penalba. El Gran Lectus (Albert Pla), un acróbata en busca del salto perfecto, sufre un accidente y comienza un viaje entre el mundo de los vivos y los muertos acompañado de varios personajes, entre los cuales está Kliné (Alba Serraute), y los recuerdos acumulados los colchones de varias camas. Llits también se presentó en Reus y Sant Cugat y el espectáculo se grabó íntegro en formato de cine 3D. En paralelo a las representaciones de Llits, Lluís Danés realizó el documental Pla/Lectus, que se emitió por Canal 33 donde se recrea la ficción de una progresiva adopción por parte de Albert Pla de la personalidad del Gran Lectus.

## Filmografía

### Como director
- Llach en París (2005)
- Premios Nacionales de Cultura 2005 ((2005)
- Gala Amnistía Internacional (2006)
- Premios nacionales de cultura 2006 (telefilme) (2006)
- Llach: La revolta permanent (documental) (2006)
- Tranuites Circus (video) (2007)
- Lluís Llach en Verges (documental) (2007)
- Pla/ Lectus (Telefilm) (2009)
- Enderrock TV (2009)
- Bressola de Nadal (TV) (2010)
- Laia (TV) (2016)
- La vampira de Barcelona (2020)

## Premios y nominaciones

### Nominaciones
- Premio Barcelona de Cine 2007 Mejor Documental por Llach: La revolta permanent (2006).
- Premio Barcelona de Cine 2007 Mejor Película en VO Catalana para Llach: La revolta permanent (2006).
- Premios Butaca 2007 Mejor película catalana por Llach: La revolta permanent (2006).
- Premios de la música 2008 Mejor Producción Musical Audiovisual por Llach: La revolta permanent (2006).